# David di Donatello 1987
La cerimonia di premiazione della 32ª edizione dei David di Donatello si è svolta il 29 aprile 1987 in Campidoglio a Roma.

## Vincitori
Miglior film
- La famiglia, regia di Ettore Scola
- Regalo di Natale, regia di Pupi Avati
- Storia d'amore, regia di Francesco Maselli

Miglior regista
- Ettore Scola - La famiglia
- Pupi Avati - Regalo di Natale
- Francesco Maselli - Storia d'amore

Miglior regista esordiente
- Giorgio Treves - La coda del diavolo
- Antonietta De Lillo e Giorgio Magliulo - Una casa in bilico
- Giuseppe Tornatore - Il camorrista

Migliore sceneggiatura
- Ruggero Maccari, Furio Scarpelli e Ettore Scola - La famiglia
- Pupi Avati e Giovanni Bruzzi - Regalo di Natale
- Francesco Maselli - Storia d'amore

Migliore produttore
- Franco Cristaldi e Bernd Eichinger - Il nome della rosa (Der Name der Rose)
- Antonio Avati - Regalo di Natale
- Franco Committeri - La famiglia

Migliore attrice protagonista
- Liv Ullmann - Mosca addio
- Valeria Golino - Storia d'amore
- Stefania Sandrelli - La famiglia

Migliore attore protagonista
- Vittorio Gassman - La famiglia
- Diego Abatantuono - Regalo di Natale
- Gian Maria Volonté - Il caso Moro

Migliore attrice non protagonista
- Lina Sastri - L'inchiesta
- Valentina Cortese - Via Montenapoleone
- Stefania Sandrelli - La sposa era bellissima

Migliore attore non protagonista
- Leo Gullotta - Il camorrista
- Justino Dìaz - Otello
- Gigi Reder - Superfantozzi
- Mattia Sbragia - Il caso Moro

Migliore direttore della fotografia
- Tonino Delli Colli - Il nome della rosa (Der Name der Rose)
- Ricardo Aronovich - La famiglia
- Franco Di Giacomo - L'inchiesta

Migliore musicista
- Armando Trovajoli - La famiglia
- Riz Ortolani - Regalo di Natale
- Giovanna Marini - Storia d'amore

Migliore canzone originale
- Regalo di Natale, di Riz Ortolani - Regalo di Natale
- Giovanni Nuti - Stregati
- Detto Mariano - Il burbero

Migliore scenografo
- Dante Ferretti - Il nome della rosa (Der Name der Rose)
- Mario Chiari - Via Montenapoleone
- Luciano Ricceri - La famiglia

Migliore costumista
- Gabriella Pescucci - Il nome della rosa (Der Name der Rose)
- Anna Anni e Maurizio Millenotti - Otello
- Gabriella Pescucci - La famiglia

Migliore montatore
- Francesco Malvestito - La famiglia
- Amedeo Salfa - Regalo di Natale
- Jane Seitz - Il nome della rosa

Migliore fonico di presa diretta
- Raffaele De Luca - Regalo di Natale
- Fabio Ancillai - La famiglia
- François Waledisch - La coda del diavolo

Miglior regista straniero
- James Ivory - Camera con vista (A Room with a View)
- Luis Puenzo - La storia ufficiale
- Alain Cavalier - Thérèse

Miglior sceneggiatura straniera
- Woody Allen - Hannah e le sue sorelle (Hannah and Her Sisters)
- Oliver Stone - Platoon
- Aida Bortnik e Luis Puenzo - La storia ufficiale

Miglior produttore straniero
- Fernando Ghia e David Puttnam - Mission (The Mission)
- Marcelo Piñeyro - La storia ufficiale
- Maurice Bernart - Thérèse

Migliore attrice straniera
- Norma Aleandro - La storia ufficiale (La historia oficial)
- Deborah Kerr - Il giardino indiano
- Sabine Azéma - Mélo

Miglior attore straniero
- Dexter Gordon - Round Midnight - A mezzanotte circa ('Round midnight)
- Jeremy Irons - Mission (The Mission)
- Michael Caine - Hannah e le sue sorelle (Hannah and her sisters)

Miglior film straniero
- Camera con vista (A Room with a View), regia di James Ivory
- La storia ufficiale, regia di Luis Puenzo
- Mission (The Mission) - regia di Roland Joffé

Premio Alitalia
- Anna Maria Clementelli
- Silvio Clementelli
- Damiano Damiani
- Fulvio Lucisano

David Luchino Visconti
- Alain Resnais

David René Clair
- Jean-Jacques Annaud

David speciale
- Elena Valenzano